# Joshua King (Fußballspieler)
Joshua Christian Kojo King (* 15. Januar 1992 in Oslo) ist ein norwegisch-gambischer Fußballspieler. Der Stürmer steht seit August 2024 beim französischen Erstligisten FC Toulouse unter Vertrag.

## Karriere

### Jugend
Joshua Kings Vater stammt aus Gambia, seine Mutter ist Norwegerin. King wuchs in Romsås, einem Vorort der norwegischen Hauptstadt Oslo, auf. Im Alter von 6 Jahren begann er das Fußballspielen beim örtlichen Verein Romsås IL und wechselte 2006 im Alter von 14 Jahren in die Jugendabteilung von Vålerenga Oslo. 2008 ging er nach England und spielte von da an in der Jugendabteilung des englischen Rekordmeisters Manchester United.

### Profikarriere
2009 wechselte King in die Profimannschaft von Manchester, kam jedoch ausschließlich im Reserveteam zum Einsatz. In der Saison 2010/11 wurde er an den Zweitligisten Preston North End ausgeliehen. Bei den Lilywhites kam der Norweger nur zu acht Einsätzen und die Mannschaft stieg zum Saisonende in die dritte englische Liga ab. Zur Saison 2011/2012 nahm ihn der deutsche Bundesligist Borussia Mönchengladbach auf Leihbasis unter Vertrag. Dort feierte er am 19. August sein Debüt, als er in der Bundesligapartie des 3. Spieltages gegen den VfL Wolfsburg in der 86. Minute für Mike Hanke eingewechselt wurde. Aufgrund vieler Verletzungen wurde der Leihvertrag in der Winterpause aufgelöst.
Am 16. Januar 2012 gab Manchester United bekannt, dass King bis Saisonende an den Zweitligisten Hull City ausgeliehen werde. Am 22. November 2012 wurde King bis Jahresende an die zweitklassigen Blackburn Rovers ausgeliehen. Anschließend wurde er fest verpflichtet. Er unterschrieb einen Vertrag mit Gültigkeit bis zum Sommer 2015. Zur Saison 2015/16 wechselte King ablösefrei zum Premier-League-Aufsteiger AFC Bournemouth. Im August 2017 gab der Klub bekannt, dass der Vertrag mit King vorzeitig bis zum Sommer 2021 verlängert wurde. Nach dem Abstieg 2020 spielte er für Bournemouth bis Ende Januar 2021 in der zweitklassigen EFL Championship, woraufhin der englische Erstligist FC Everton ihn bis zum Saisonende 2020/21 verpflichtete.
Nach Vertragsende beim FC Everton wechselte King im Juli 2021 zur Saison 2021/22 zum Ligakonkurrenten und Aufsteiger FC Watford, wobei er in der folgenden Saison einen Hat-trick gegen seinen ehemaligen Verein FC Everton erzielte. Trotz dessen konnte King mit insgesamt 32 Ligaspieleinsätzen und erzielten weiteren zwei Toren den sofortigen Abstieg 2022 seiner Mannschaft als Meisterschaftsvorletzter nicht mit verhindern. Nach dem Abstieg wechselte er im Juli 2022 zur Saison 2022/23 zum türkischen Süper-Ligisten Fenerbahçe Istanbul, wo er einen Zweijahresvertrag erhielt.
Im August 2024 wechselte King zum FC Toulouse.

### Spielweise
King hat in der Jugend oft als Stürmer gespielt, ist aber aufgrund seiner vielseitigen Fähigkeiten auf nahezu jeder Offensivposition einsetzbar. Zu seinen Stärken zählen das Tempodribbling, d. h., dass er im hohen Tempo eine sehr enge Ballführung hat. Durch seine Statur fällt es seinen Gegenspielern schwer, ihn im Zweikampf vom Ball zu trennen. Ebenfalls darf zu seinen Stärken seine Abgeklärtheit vor dem gegnerischen Tor gezählt werden.

## Erfolge
- Manchester United
  - Englischer Ligapokalsieger: 2009/10[16]

- Auszeichnungen
  - Norwegens Fußballer des Jahres: 2017